# Filippo Acciaiuoli (Komponist)
Filippo Acciai(u)oli, auch Filippo Acciaioli (* 24. Februar 1637 in Rom; † 7. Februar 1700 ebenda) war ein italienischer Theaterschriftsteller, Librettist, Dichter, Theaterdirektor, Komponist, Librettist, Theateringenieur und Erfinder szenischer Effekte. Bekannt war er für das von ihm gegründete und geleitete Puppentheater, für welches er selbst Maschinen entwickelte und Stücke schrieb.

## Leben
Filippo Acciaiuoli entstammte der florentinischen Adelsfamilie der Acciaiuoli. Seine Eltern waren Ottaviano Acciaiuoli und Maria Acciaiuoli. Ihr Vater Donato Acciaiuoli entstammte einem anderen Zweig der Familie, deren letzte Descendentin sie war. Filippos Bruder war der spätere Kardinal Niccolò Acciaiuoli. Filippo studierte am Seminario Romano in Rom. Hier zeichnete durch seine Intelligenz und seine Liebe zur Literatur aus.  Zwischen 1651 und 1653 wirkte er in Rom bei lateinischen Tragödien und Interludien, die während des Karnevals gegeben wurden, mit. Ab 1657 befand er sich in Florenz am Hof von Cosimo III. de’ Medici. Hier schloss er sich Im Januar 1657 der Accademia degli Immobili an, einer Akademie, die unter anderem komische Opern aufführte. Als Novize des Malteserordens begab er sich spätestens von 1659 bis 1666 auf Reisen. Gut mit Geld ausgestattet bereiste er neben den europäischen Ländern Afrika, Asien und Amerika. Zwischen 1664 und 1966 nahm er an mindestens vier Karawanen teil. Diese Teilnahme an Karawanen war Voraussetzung für seine Ernennung zum Ritter des Malteserordens am 9. August 1666. Während der Regierungszeit Clemens IX., zwischen 1667 und 1669, kehrte er nach Rom zurück. Dort wurde 1669 sein Bruder Niccolo von Clemens IX. zum Kardinal ernannt. In Rom lebte er im Kreis um Königin Christina von Schweden und des römischen Hochadels wie Kardinal Flavio Chigi und Lorenzo Onofrio Colonna, dem Herzog von Paliano. Er war in den nächsten drei Jahrzehnten der führende Kopf bei vielen spektakulären römischen Opernproduktionen. Bei den meisten Aufführungen im Palazzo Chigi war er involviert. Er erfand Theatermaschinen, schrieb Libretti und war maßgeblich bei der Organisation fast aller größeren Opern- und Theaterproduktionen beteiligt. Il Girello, fantastica commedia musicale [fantastische musikalische Komödie] oder auch ein dramma burlesca, ein Vorläufer der Opera buffa, wurde im Palazzo Colonna am 11. Februar 1668 zur Karnevalssaison aufgeführt. Zu Acciaiuolis Libretto hatte Jacopo Melani (1623–1676) die Musik geschrieben. Den Prolog von Giovanni Filippo Appoloni (um 1620–1688) vertonte Alessandro Stradella. Es wurde auch in mehreren anderen italienischen Theatern aufgeführt. In der Saison 1669 schrieb er zusammen mit Appoloni das Libretto L’empio punito [Der bestrafte Gottlose] nach der literarischen Vorlage El burlador de Sevilla y convidado de piedra von Tirso de Molina. Es war die erste musikalische Verarbeitung des Don-Juan-Stoffes und wurde von Alessandro Melani in Musik umgesetzt. Die Uraufführung fand am 17. Februar 1669 im Palazzo Colonna statt. Aus Sevilla wurde eine mythologische Fantasielandschaft, aus Don Juan Acrimante und Leporello wurde im Libretto zu Bibi. 1670 erhielt er die Erlaubnis für das Betreiben des ersten Opernhauses der Stadt Rom. Das Teatro Tordinona entstand auf Initiative der Königin von Schweden, des Contestadino Colonna und anderer Adligen. Acciaiuoli leitete es bis zum Frühjahr 1672 in der Einführungssaison als Impressario und Erfinder von Interludien. 1672 war er Mitbegründer der Accademia degli Sfaccendati und er war die treibende Kraft bei den Produktionen im Palazzo Chigi, dem Landsitz der Chigi in Ariccia, in den Jahren 1672 und 1673. Leiter der Accademia war Kardinal Flavio Chigi. Appoloni zählte auch zu den Mitgliedern. Aufgeführt wurden La sincerità con la sincerità, overo Il Tirinto mit der Musik von Bernardo Pasquini und Gl'inganni innocenti, overo L’Adalinda, vertont von Pietro Simone Agostini. Bei der Erstellung der Libretti wirkte Acciaiuoli mit. Er entwickelte die Handlungen und skizzierte einige spektuläre Szenen, während Appoloni die Verse verfasste. Hauptattraktion seiner Produktionen waren die szenischen Umwandlungen des Bühnenbilds. In seiner Zeit war sein Name mit dem Marionettentheater verbunden. Für dieses inszenierte er in den 1680ern Aufführungen in Rom, Venedig und Florenz. In Venedig führte er 1680 Damira placata mit der Musik von Marc’Antonio Ziani und 1681 Ulisse in Feaccia mit der Musik von Cavalier Antonio dal Gaudio (vor 1669–nach 1682) auf. Die Bühne wurde mit Puppen aus Holz bespielt, während die Sänger im Hintergrund sangen. Er konstruierte ein Puppentheater, das aus 124 Figuren und 24 verschiedenen Bühnenbildern bestand und von einer Person bespielt werden konnte. Dieses machte er dem Prinzen Ferdinando de’ Medici in Florenz zum Geschenk und bespielte es für ihn. Für das Puppentheater schrieb er diverse Stücke. Er entwickelte Theatermaschinen, die seine Zeitgenossen sehr beeindruckten. Lorenzo Onofrio Colonna eröffnete 1683 ein Privattheater, an dessen Planung Acciaiuoli beteiligt war. Scheinbar schon ab 1679 auf jeden Fall in den 1690er Jahren wirkte er am zweiten römischen Opernhaus, dem Teatro Capracanica.  Er war ab 1690 eines der ersten Mitglieder der Accademia dell’Arcadia. Sein dortiger Name lautete Irenio Amasiano. Neben seiner Begeisterung für alles, was mit Theater zu tun hatte, waren seine Kenntnisse in Mathematik weithin geschätzt. Daneben sammelte und klassifizierte er alte Münzen.

## Werke (Auswahl)

### Libretti
Er schrieb die Libretti zu mehreren Opern.
- Il Girello, Drama Burlesco per Musica, 1669 in Bologna aufgeführt.[Digitalisat 1] Die Musik stammte von Jacopo Melani (1623–1676). Neben Bologna wurde es auch in anderen italienischen Theatern aufgeführt. Unter anderem in Rom mit Hilfe von Puppen als Interludium der Comica del cielo, ovvero la Baltassara von Antonio Maria Abbatini nach einem Libretto von Giulio Rospigliosi, dem späteren Papst Clemens IX.[1]
- Das Libretto L’empio punito wurde 1669 von Alessandro Melani vertont und unter der Leitung Acciaiuolis am 17. Februar 1669 im Palazzo Colonna in Rom aufgeführt.[8]
- Damira placata. Musik: Marc’Antonio Ziani. Aufgeführt mit Puppen im Karneval 1680 im Teatro di San Moisé in Venedig.[9][10][Digitalisat 2] Eine kroatische Verfassung für das Theater in Dubrovnik verfasste der kroatische Dichter Antun Gleđević (1656–1728).[11]
- L’Ulisse in Feacia, vertont von Antonio del Gaudio, 1681, uraufgeführt mit Puppen im Teatro Zane in San Moise in Venedig[Digitalisat 3]
- I Campi Elisi für das Puppentheater
- L’Inferno für das Puppentheater
- Il noce di Benevento für das Puppentheater
- Il novello Giasone
- Chi è causa del suo mal pianga se stesso, 1682, Palazzo Colonna, Rom

### Musik
Neben der Arbeit an mehreren Textbüchern zu Opern soll Acciaiuoli auch komponiert haben. Man nimmt an, dass er an mehreren Partituren gearbeitet hat. Er soll eigene Textbücher, die zunächst von anderen Komponisten vertont wurden, später selbst vertont haben. François-Joseph Fétis und Robert Eitner erwähnten Aufführungen von Il Girello mit der Musik Acciaiuolis 1675 in Modena. Ein überliefertes Beispiel soll eine Partitur zu L’empio punito, die 1925 von der Library of Congress erworben wurde. Neben dem Textbuch soll hier auch die Musik von Acciaiuoli stammen.

## Digitalisate
1. ↑  Il Girello. als Digitalisat beim Münchener Digitalisierungszentrum
2. ↑  Damira Placata. Google Books
3. ↑  L'Vlisse in Feaccia als Digitalisat in der Library of Congress